# Жене у нацистичкој Немачкој
Статус жена у Трећем рајху одредио је нацистички режим који је довео немачку жену у положај да прихватањем задатих норми Националсоцијализма оправда остатак нацистичке политике која је омогућила постојање холокауста и других ратних злочина. Становништво које је режим успео да масовно мобилише релативно је ретко испољавао политички отпор, што указује да жене које су задовољавале политичке, расне и друштвене захтеве нису доживљавале Трећи рајх као штетан за жене. Иако нису имале толико моћи колико мушкарци, жене нису биле без утицаја. У таквим условима домаћице и мајке нису биле беспомоћне и невине, већ су имале многе функције у нацистичкој Немачкој. Оне су наиме виђене од стране нацистичких челника, као чувари аријевске крви и расе, што су оне радо прихватиле, па су у том смислу пријављивале Јевреје и непријатеље режима, и свсрдно се богатиле јеврејском имовином. Оне су имале обавезу да одгајају децу у нацистичком духу, и да их потом тако васпитане укључују у нацистички подмладак. Често су се организовале у женске групе, и психолошки и емотивно подржавале синове и мужеве који су у Другом светском рату ратовали широм света. 
И данас историчари воде дебату, око тога да ли су жене Трећег рајха биле жртве нацизма или његове поборнице и до ког степена жене могу бити виђене као жртве или као починиоци, масовних злочина?

## Предуслови
Трећи рајх односи се на Немачку између 1933. и 1945, када је била под влашћу Националсоцијалистичке немачке радничке партије, или Нацистичке партије, са фирером Адолфом Хитлером као државним вођом. 
Адолф Хитлер је 30. јануара 1933. постављен на положај канцелара. Иако је водио коалиционуу владу, убрзо је уклонио своје партнере. У то време немачке границе су и даље биле одређене Версајским уговором. На северу, Немачка се граничила са Северним морем, Данском и Балтичким морем; на истоку, расцепана је на два дела, тако да је граничила с Литванијом, Слободним градом Данцигом, Пољском и Чехословачком; на југу, граничила се с Аустријом и Швајцарском и на западу са Француском, Луксембургом, Белгијом и Холандијом, и тада демилитаризованом Рајнском облашћу. Те су се границе промениле када је Немачка поновно преузела управу над Рајнском облашћу (1936), анектирала Аустрију (1938), Судете (1938), и створила протекторат над Чешком и Моравском (1939) и анектирала Мемел у Литви (1939). Немачка је 1. септембра 1939. у покренула инвазију на Пољску, и тиме подстакле Француску и Уједињено Краљевство да Немачкој објаве рат. 
Тако је настала творевина вештачки створен силом и консензусом, као пропагандни конструкт, праћен репресијом над политичким противницима, „расним непријатељима” и другим отпадницима од прокламоване „националне заједнице”. 
Имиџ Хитлера као „супермена” представљао је централну компоненту ове фабрикације. Још пре него што је он „преузео власт”, тај имиџ је био производ тада најмодерније, врло успешне политичке „маркетиншке” стратегије, коју је осмислио Гебелс. Када је 1933. монопол над државном контролом пропаганде прешао у руке нациста, у масовним медијима није било препрека за брзо ширење Хитлерове „харизматске” привлачности. 
Новија психонеуроимунолошка истраживања указују да је у ову категорију поремећаја потребно укључити и оне у чијој је основи супресија имунитета или хиперимунитет, при чему се стресу и психосоцијалним чиниоцима, у склопу иначе мултифакторске етиологије, приписује пресудна улога. Тиме листа психосоматских поремећаја и болести постаје знатно дужа. Њој се придружује широк спектар поремећаја и болести, од акутних респираторних инфекција, гениталног херпеса, преко мононуклеозе, хипертиреозе, појединих врста анемија, псоријазе, па све до канцера
У раним годинама Трећег рајха, већина становништва Рајха осећала је да су се после тешких година безнађа након Првог светског рата, појавило неки нови правац, енергија и динамизам. Завладао је осећање да влада коначно чини нешто што ће Немачку вратити на ноге. Наравно, Хитлер, није лично руководио економским опоравком у раним годинама Трећег рајха. Већ разлоге за брз опоравак треба тражити у бројни и компликованим структурама Рајха. Међу тим структурама од појединца треба истаћи Хјалмара Шахта, председник Рајхсбанке и Министар привреде, који је осмислио опоравак посрнуле привреде. Хитлеров допринос је изнад свега био у промени климе, у стварању атмосфере и уверења да се Немачка ревитализује. Како је Хитлер спремно прихватио признања за овај успех, и већина људи је мислила да су она оправдана.
За велику већину Немаца, обнова националног поноса и војне моћи, збацивање Версајског уговора и проширење Рајха да би се укључила Аустрија и етнички Немци из Судета, били су сасвим довољни циљеви. Већина Немаца није могла, или није хтела, да схвати да је за Хитлера и нацистичко вођство то био само прелудијум за рат неограниченог немачког освајања, која ће немачки народ скупо коштати.
У консталацији ових промена настала је и нова друштвена улога жене које у све више попримале улогу мајки и гаранта „челичне борбене снаге Рајха" у спречавању смањенења потомства. Оне су требало да буду непресушни „извор нације ", „чувари моћи и вечног величања нације" на „путевма победе". По идеологији националсоцијалиста женама је дата важна улога не само у у очувању бројности нације, већ и у преношењу „висококвалитетног" генома. Поред наведеног Хитлерова пропаганда је утицала и на активирање жена, у оквире националног и војног дискурса који је подстицао не само патријархално схватање родних односа, већ и нове женске улоге, које су третиране само као привремене и као инструмент политике. У том смислу може се сагледати и присуство жена у војним редовима. 
Улазак жене у свет рата реметио је укорењене стереотипе у којима је жена углавном приказивана као немоћна у односу на наоружаног мушкарца или као његова морална подршка. За разлику од ранијих периода и ратних сукоба, „када су жене углавном имале улогу сапутница, жртава или сведока историјских дешавања, у Трећем рајху, а касније и у Другом светском рату оне постају и активне учеснице збивања”. Међутим модел женског саборца у ратној националној заједници ипак није избрисао поларизована схватања о половима, већ је пропаганда обликовала лик борца са фронта као супериорно оличење маскулинитета и нације, док је жена и даље идентификована са функцијама везаним за репродукцију.
Међутим, ставовови се мењају како је рат дуже трајао. Јавила се потреба да се немачке жене запосле или да ступе у различите службе путем пропаганде која је развила теорију о женама као саборцима у националној борби за победу. Тако су, жене успеле да уђу у области у којима су раније доминирали мушкарци и биле су регрутоване за потребе помоћних војних служби. Размере ангажовања жена у немачким војним одредима порасле су у време похода на Совјетски Савез када се жене углавном ангажују као цивилно особље на административним војним пословима. Жене су у великој мери биле ангажоване и у службама на окупираним територијама, али и у ваздухопловној служби, тако да је само Луфтвафе имао 130.000 жена међу особљем.

## Улога жене у Нациоанлсоцијализму
Улога жене у нацистичком друштву, иако је била дефинисана слоганом деца, кухиња, црква, није одговарала стварности, јер је режим заправо заговарао значајно активирање жена и од њих очекивао давање доприноса нацистичкој победи. Наиме жене у Трећем рајху на само да нису имале пасиван став већ су имале јако активан став и на тај начин нису биле само „пасивне кориснице погодности” система, већ и активне учеснице, о чему говоре ове чињенице:
- Након занемаривања утицаја цркве, јачало је расно вредновање жена, и улоге мајке које је било намењена само оним расно погодним.
- Нацизам није наметнуо потпуну контролу над женама, већ су оне третиране са уважавањем, као особе које утичу на будућност нације, рађања и одгајања њеног подмлатка.[8]
- Жене које су биле расно погодне, нису биле ограничене само на кућу и децу. Па су жене у великом броју биле радно ангажоване, и тим подржавале ратну привреду.
- Биле су активне у женским организацијама, што им је отворалу пут ка високом образовању.
- Имале су могућности да буду активне, да раде и да се школују.
- Мајке су „децу злочинаца” одгајали у уверењу да је реч о брижним очевима који су само радили свој посао и нису починили злочине.[9]
- Популарна нацистичка изрека, која је прихваћена и од жена, гласила је: „Свака жена мора свом вољеном Вођи да поклони једно дете.“

Често се у литератури може наћи податак да се женама у Трећем рајху обично приписује улога статиста. Међутим многе жене су се ангажовале скоро подједнако као и мушкарци, затварале су очи, а понекад и енергичније подржавале режим.
Иако су биле малобројније, жене које су учествовале у нацистичким злочинима нису се разликовале од мушких колега у смислу мотивације и активности којима су главни циљеви често били друштвена мобилност и богаћење. Многе породице су учествовале у прикривању истине о злочинима својих мушких чланова и њиховој ангажованости у машинерији злочина. 

## Модел „савршене жене Трећег рајха”
Идеална жена је по мишљењу Адолфа Хитлера требало да буде расно чиста, физички снажна и требало је да задовољи одређене критеријуме које је поставио немачки цар Вилхелм II од Немачке — Деца, Кухиња, Црква. О томе је међу првима говорила Магда Гебелс, супруга Јозефа Гоебелса која је 1933. године изјавила: 
Немачка жене искључене су из три професије: војске, као и свуда у свету, владе и правосуђа. Ако немачка девојка мора бирати између брака и каријере, увиек се треба удати јер је то најбоља опција за жене".
 Да би је годину дана касније нешто јачом реториком допунио Херман Геринг који је 1934. године сажето навео како ће се у будућа Немачка жена понашати; 
Узми лонац, лопатицу за смеће и метлу и удај се за мушкарца".
Изузев неколико специфичних послова, Хитлер није видио никакав смисао у томе да жене раде, њихова улога је била да буду само мајке и супруге својим мужевима, а то су могле бити једино ако су потпуно посвећене кући и породици, односно деци и супругу. У том смислу примера ради: 
У Вајмарској Немачкој било је око 100.000 учитеља, 3.000 докторки и око 13.000 певачица. За само неколико месеци након Хитлеровог доласка на власт, бројни докторке и државне службенице су добиле отказ, а то је исто чекало и адвокатице.
Та политика је узела толико маха да се у 1943. размишљало о увођењу закона према којем би свака фертилна жена морала имати четворо деце, а њихови очеви су морали бити „расно чисти”. Хајнрих Химлер, вођа СС, био је велики заступник те идеје. Отац деце након испуњавања квоте са једном женом, би био „разрешен” из тог брака како би могао оплодити још жена. Ипак, закон није никад одобрен, јер се власт плашила да би резултирао друштвеном анархијом.

### Забране, обавезе, потстицаји
Женама је у Трећем Реицху било строго забрањено шминкање, јер се од њих очекивао одређени степен скромности, или змерености. Па је тако 1933. године женско крило Њемачког фронта рада прописао како ће из организације бити искључена свака жена која носи шминку, која пуши у хотелима, кафанама или на улици. Немицама су се толериасане активности попут бављења музиком, ручним радом или гимнастиком. Било какав екплицитни облик изражавања сексуалности био је забрањен (осим ако није у репродуктивне сврхе), а неудате или жене без партнера сматрале су се антисоцијалне.
Жене су посебно стимулисане на рађање што више деце, па је тако у Рајху уведена посебна медаља која се дољељивала женама које су родиле више од четири детета „Почасни крст немачке мајке”. Златни крст су добијале жене које су родиле чак осморо деце, сребрни оне које су родиле шесторо, док је бронзани крст био намењени за оне са „само” четворо деце.
Само током 1939. године овом медаљом „окићено” је три милиона мајки.
Брачне слободе су ограничене 1935. законима којима су парови морали да докажу расну чистоћу. Неожењени мушкарци и парови без деце, сматрани су неподобним и плаћали су од 1938. додатне порезе (као казну за одбијање размножавања). То је утицало на пораст наталитета тридесетих година 20. века, али не само због нацистичких репресивних мера, већ и због економског опоравка Рајха, већ и подстицајним мерама давањем кредита брачним паровима, и олакшаним разводом бракова без потомства.
Абортус је био строго забрањен, све до 1935. године, медицинска професија је била обавезна да пријави сву мртворођену децу Регионалној канцеларији за државно здравље, која би потом истраживала природу губитак детета. Године 1943. године Министри унутрашњих послова и правосуђа усвојили су закон „Заштита брака, породице и мајчинства", који је одредио смртну казну за мајке осуђене за инфантицид.

### Едукација у „школама за будуће младе“
Да би аријевска раса постала супериорна, присталице Адолфа Хитлера стварале су култ савршене жене, која је да би то постала морала да похађа новоформиране „школе за будуће младе“. Пронађени документи показују да су полазнице морале да стекну „посебно знање у вези са расом и генетиком“, као и да подижу децу која верују не у Бога или Исуса, јер је религија стављена у други план, већ у великог Фирера! Нацисти су једноставно желели да створе што већи прираштај којим би могли да запоседну освојене области и воде ратове. Због тога је било неопходно да жене хитно преузму улогу мајке и да се осећају као таква.
Мрачна листа правила за све будуће жене нациста у Трећем рајху, реализована је у неколико „школа за будуће младе“ са циљем да створе савршене жене за присталице Адолфа Хитлера. Правила су налагала да младе жене морају да буду научене:
- да перу,
- кувају,
- брину о деци,
- одржавају дом пре него што би могле да се удају за мушкарце који су руководили концентрационим логорима и управљали освојеним земљама „челичном песницом“.

У том смислу оне не само да су оне морале да науче како да буду „добре жене“, већ су морале и да стекну „посебно знање у вези са расом и генетиком“, јер у противном нису могле да се остваре ка супруге, и није им било дозвољено да ступе у брак.
Ове школе осмислили су Гетруда Клинк (задужена за наставу у овим школама), и Хајнрих Химлер (који је предводио СС јединице). Химлер је био толико опседнут супериорношћу аријевске расе над свим другим расама, и сматрао да је за реализацију тог циља потребна „јака породица која би створила чисту нацију“. Химлер је 1936. године, објавио документ који је од свих будућих жена припадника СС јединица захтевао да учествују у овим специјалним курсевима, у школама за будуће младе.

### Физички стандарди жена
У складу са нацистичком расном теоријом, нацистичка влада промовисала је археотип "Аријане" (Нордиски) као идеалан физички изглед: жене су биле плаве, лепе, високе, танке и робусне истовремено. Оваква слика се жене нептрестано се ширила кроз оглашавање кроз званичну уметност, затим кроз древну уметност, а поготово преко грчко-римских статуа. Академик Monique Moser-Verrey, у свему томе уочава контрадикторност и пише у тексту Les femmes du troisième Reich: 
Ипак, запањујуће је слика жена у женским књижевним делима из 30-тих година20. века, која је очигледно супротна традиционалним становиштима слатке домаћице које су прошириле Розенберг и Гебелс. Јунакиње женских романа током овог периода често су снажна и издржљива врста жене, док су синови и мужеви брзо завршавали смрћу. Све се дешава тако, као да се кроз ове фикције заправо на неки начин перципира истински антагонизам између полова настао сталном мобилизацијом ове две групе независно једна од друге.

## Разлике између прокламованог и практикованог
Између промовисаног и онога што је практиковано, када је у питању морал и расна политика било је доста контрадикторности. И поред строгог радиционализма, у циљу остваривања расних амбиција, Националсоцијализам је подстицао ванбрачне везе и предбрачни секс, уклањањем стигме која је била повезана са ванбрачном децом и њиховим мајкама које су хваљене због тога што су се одлучиле да роде.
Иако су првобитно девојчице учене да прихвате улогу мајке и послушне жене у школи и обавезном чланству у Нацистичкој лиги немачких девојчица, и од овога се одступило, Наима тотални рат, који је уследио, обавезао је нацисте да напусте модел идеалне ћене домаћице. Потреба за радом натерала је државу да пробрази жене жене у радну снагу (нпу увођењем обавезне радне обазе за све жене), па чак и за масовније ангажовање у самој војсци (тако да се број жена у немачким оружаним снагама приближио борјци од 500.000 до 1945. године).
Подстицај полигамије
Хајнрих Химлер, заповедник СС-а, за време рата подстицао је полигамију јер је увидео да традиционални бракови неће моћи да омогуће довољно деце за расу. 
Узгајање расе
Врхунац нацистичке политике представљао је покушај „узгајања расе“, започете Химлеровом иницијативом од 1936. године. У току тог програма названог „Извор живота”, оснивани су посебни мајчински домови за збрињавање самохраних мајки и њихове деце зачете приликом сексуалних контаката са СС-овцима или другим расно погодним Немцима „Расно вредне“ девојке, како су их сматрали, су биле добровољно на услузи СС службеницима за прокреацију аријевске деце.
Програм је био заснован на идеји да се расно погодним женама омогући да имају ванбрачну децу. Мада је представљан као напредна мера, Програм је у суштини био изражено расистички покушај да се подстакне прокреација. Њиме не само да је кршена конвенционална моралност, већ су злоупотребљавани и механизми којима је друштво контролисало женску сексуалност. Према Химлеровим речима свака жена која је желела дете могла је да се обрати Лебенсборну у најстрожем поверењу.
У оквиру Лебенсборна основао је више мајчинских домова. Тако да је поред 10 у Немачкој, постојаи и већи број у следећим земљама:
- Аустрија (3)
- Пољска (6 + 2)
- Норвешка (9)
- Данска (2)
- Француска (1)
- Белгија (1)
- Холандија (1)
- Луксембург (1)

Око 8.000 деце рођено је у домовима који су били смештени на територији Немачке, док је између 8.000 и 12.000 деце рођено у Норвешкој. У другим земљама, број је био значајно мањи.

## Ангажовање жена у рату
Размере ангажовања жена у немачким војним одредима порасле су у време похода на Совјетски Савез и задњих година рата када су биле углавном ангажоване као цивилно особље на административним војним пословима. До 1945. године Трећи рајх је ангажовано око 500.000 жена на бројним дужностима у Вермахту (Wehrmachtshelferinnen) Луфтвафеу (који је имао 130.000 жена међу особљем) и Морнарици. Око половина жена биле су добровољци, док су остала обављала обавезну војну службу, везану за ратне напоре Рајха (Kriegshilfsdienst). У раду војске оне су имале овлашћења као помоћно особље војске, било да су биле ангажоване у средишту Рајха, или у мањој мери на окупираној територији, на пример у Општој влади окупиране Пољске, Француске, а касније и у Југославији, Грчкој и Румунији.
Током рата жене су у војсци обављале следеће дужности:
- телефонских, телеграфских и поштанских оператера,
- административних службеница и дактилографкиња,
- оператера на опреми за праћење и прислушковање у противваздушној одбрани,
- службеница у метеоролошким службама,
- помоћног особља у цивилној заштити,
- у војном здравству, као добровољне медицинске сестре,
- немачком Црвеном крсту или другим добровољним организацијама.

### Жене у Шуцштафел-у
SS-Gefolge-а како су га звали, било је женско крило Шуцштафела или СС, које се организационо разликовало од мушког дела СС и од начина добровољног ангажовања жена у осталим службама и јединивцама Рајха (Notdienstverpflichtung). Жене које су унутар СС биле организационо у саставу једница под називом SS-Helferinnen или SS-Kriegshelferinnen, биле су радно ангажоване на помоћним пословима у: службама за преноса података (као телефонсти, радио оператери, стенографи) унутар СС јединица као или као чувари у нацистичким логорима. 
Међу женама унутар СС постојала је унутрашња хијерархија, која се односила само на женско крило Шуцштафела (СС) , која није била повезана са мушким делом, иако су функције намењене женама понекад имале утицај у командним структурама.
Припаснице SS-Helferinnen обучаване су у центру Reichsschule-SS у Обернхајму у Алзасу, основаном у мају 1942. године по налогу Х. Химлера. Обука је била тежа од оне за жене ангажоване у немачкој војсци. Пре уписа жене су морале да испуне одређене физичкеуслове које је одредио режим: да нису старије од 17 до 30 година и да нису ниже од 1,65 м, да би како је рат одмицао рат критеријум уписа падао (старосна граница је подигнута на 40 година а минимална висина је пала на 1,58 m); чак су прихватили и 15 муслиманских студенаткиња. У привилегованом положају за пријем биле су ратне удовице. 
Жене су долазиле из различитих економских, сталешких и образовних средина, породица које су већ имале припаднике СС у свом саставу, а било је и жена из аристократије (нпр принцеза Ингеборг Алик), јер је СС подржавао женску нацистичку идеологу која је пропагирала могућност друштвеног успона.

### Жене на дужностима у логорима
За рад у нацистичким концентрационим логорима биле су ангажоване и жене. Па је тако од 55.000 укупног ангажованих стражара, у свим нацистичким камповима, било 3.600 жена (до 10% радне снаге), којима није било дозвољено да издају наређења мушкарцима. Оне су биле припаднице Aufseherin-а који је припадао СС. 
У логорима он су биле ангажоване на дужност: чувара, секретарице или медицинске сестре. За ове задатке обучаване су још пре почетка рата (неке од 1938. године у Лихтенбергуу, због потребе за особљем у логорима све пунијим политичким затвореницима након Кристалне ноћи (8. и 9. новембра 1938. године). Након 1939. године део жена обучаван је у кампу Ravensbrück близу Берлина. 
Већином су биле пореклом из породица из нижег или средњег социјалног сталежа, традиционалних женских занимања (фризер, наставник, продавац), али су, за разлику од мушкараца који су били обавезни да служе војни рок, оне имале жељу да буду ангажоване у женском крилу СС (SS-Gefolge). 

У почетку су радиле само у логорима у Аушвицу и Мајданеку почетком 1942. године. Због недостатка стражара, касније, током рата, у мањем броју биле су присутне и у логорима, Neuengamme concentration camp, Аушвицу (1, 2 и 3), Plaszow Flossenbürg, Gross-Rosen Vught и Stutthof, али никада нису служиле у логорима смрти Bełżec, Sobibór Treblinka или Chełmno. Седам жена је радило у Aufseherinnen-у 24 у Vught-у, 34 у Буцхенвалд-у, 19 у Берген-Белсен-у, 20 у Дахау, три у Маутхаузену, три у Mittelbau-Dora и, седам у Natzweiler-Struthof-у, двадесет у Мајданек-у, 200 у Аушвицу и његовим подкамповима, 140 у Sachsenhausen-з, 158 у Neuengamme, 47 у Stutthof concentration camp-у, док је 958 служилило у Ravensbrück concentration camp-у, 561 у Flossenbürg-у и 541 у Gross-Rosen concentration camp-у. Многе жене су радиле и као супервизори у подкамповима у Немачкој, Француској, Аустрији, Чехословачкој и Пољској.
Тако је нпр. Ерне Валиш, која је била чувар у концентрационом логору Мајданек, убијала људе у Мајданеку, иако је после рата њен чин од правосуђа третиран као пасивно саучесништво у геноциду. Ако је саучесник у геноциду, онда не може бити пасивна", приметио је Шеф центра "Симон Визентал" Ефраим Зуроф.